# Balked at the Altar
Balked at the Altar est un film muet américain réalisé par D. W. Griffith, sorti en 1908.

## Synopsis
Une jeune fille piège un de ses prétendants pour le conduire à l'autel. Il s'échappe et est poursuivi mais se voit finalement éconduit par la jeune fille.

## Fiche technique
- Titre : Balked at the Altar
- Réalisation et scénario : D. W. Griffith
- Société de production et de distribution : American Mutoscope and Biograph Company[2]
- Photographie : Arthur Marvin
- Pays de production :  États-Unis
- Format[3] : Noir et blanc - Muet - 1,33:1 - 35 mm[4],[5]
- Longueur de pellicule : 703 pieds (214 mètres[4])
- Durée : 12 minutes (à 16 images par seconde)[3]
- Genre : Comédie[5]
- Date de sortie : 25 août 1908

## Distribution
Les noms des personnages proviennent de l'Internet Movie Database.
- Harry Solter
- Mack Sennett
- Linda Arvidson
- George Gebhardt
- Arthur V. Johnson
- Mabel Stoughton : la jeune fille
- D. W. Griffith
- Robert Harron[6]

## Autour du film
- Les scènes du film ont été tournées les 29 et 30 juillet 1908 dans le studio de la Biograph à New York et à Fort Lee, dans le New Jersey. Ce tournage marque les débuts de Mack Sennett en tant qu'acteur[5].

Une copie du film est aujourd'hui conservée à la Bibliothèque du Congrès.

### Source
- Jean-Loup Passek et Patrick Brion, D.W. Griffith : Le Cinéma, Paris, Cinéma/Pluriel - Centre Georges Pompidou, 1982, 216 p. (ISBN 2-86425-035-7)